# Ван Хейт, Федя
Федя ван Хейт (нидерл. Fedja van Huêt; род. 21 июня 1973, Гаага) — нидерландский актёр кино, ТВ и театра.

## Биография
Родился в 1973 году в Гааге.
Его родители развелись, когда Федя был ребёнком, и он переехал со своей матерью в Тиль, где та играла в местном театре.
Ван Хейт получил профессиональное образование в Маастрихтской академии драматического искусства. По её окончании он служил в ряде театров, после чего был приглашён в труппу Toneelgroep Amsterdam — крупнейшей репертуарной труппы в Нидерландах.
В 2001 году актёр получил премию «Золотой телёнок» Нидерландского кинофестиваля за лучшую мужскую роль в фильме Мартина Колховена «Амнезия».
Ван Хейт состоял в отношениях с актрисами Катей Схюрман и Халиной Рейн. Женат на актрисе Карине Смолдерс (род. 1980). У пары есть дочь.

## Избранная фильмография
- Возвращение в Угстгест (1987) — Питер в детстве
- Характер (1997) — Катадрёффе
- Доставка (1999) — Альфред
- Амнезия (2001) — Алекс/Арам
- Розенштрассе (2003) — Луис Маркес
- Поцелуй[англ.] (2004) — Вик
- Лофт[англ.] (2010) — Барт
- Ноно — мальчик-детектив (2012) — Якоб
- Дневной свет[англ.] (2013) — Рэй
- Сооф[англ.] (2013) — Каспер
- Люсия де Берк (2014) — Квирин
- Семья Боскампи (2015) — Марко
- Кровь, пот и слёзы[англ.] (2015) — Тим Грик[англ.]
- Герой[англ.] (2016) — Якоб Эдельман
- Софи. Жизнь с чистого листа (2017) — Каспер
- Всё, что вам нужно — это любовь (2018) — Мартен
- Амстердам: Город грехов[англ.] (2019) — Боб Донкерс
- Громкое дело[англ.] (2021) — Бас Хан[нидерл.]
- Не говори никому[англ.] (2022) — Патрик
- Макстон Холл — Мир между нами (сериал, 2024) — Мортимер Бофорт